# Сара фон Мансфелд-Хинтерорт
Сара фон Мансфелд-Хинтерорт (на немски: Sarah von Mansfeld-Hinterort; * ок. 1537/1538; † 1565) е графиня от Мансфелд-Хинтерорт и чрез женитба графиня на Мансфелд-Фордерорт в Хелдрунген, Тюрингия.

## Биография
Тя е дъщеря на граф Албрехт VII фон Мансфелд-Хинтерорт (1480 – 1560) и съпругата му графиня Анна фон Хонщайн-Клетенберг (ок. 1490 – 1559), дъщеря на Ернст IV фон Хонщайн-Клетенберг и Фелицитас фон Байхлинген.
Сара фон Мансфелд-Хинтерорт се омъжва за граф Йохан Ернст I фон Мансфелд-Фордерорт († 25 септември 1575), по-малък син на граф Ернст II фон Мансфелд-Фордерорт (1479 – 1531) и втората му съпруга графиня Доротея фон Золм-Лих (1493 – 1578). Нейната по-голяма сестра Марта фон Мансфелд-Хинтерорт е омъжена на 16 февруари 1556 г. за неговия по-голям брат Йохан Хойер II.

## Деца
Сара и Йохан Ернст I имат три деца:
- Анна Доротея фон Мансфелд-Хелдрунген, омъжена на 8 януари 1582? г. за Йохан VI фон Бюрен († 1592)
- Райнхард фон Мансфелд-Хелдрунген (* 1562; † 27 май 1569)
- Барбара фон Мансфелд-Хелдрунген (1572 – 1584)